# Mohamed Hamdi
Ne doit pas être confondu avec Mongi Hamdi ou Hechmi Hamdi.
Mohamed Hamdi (arabe : محمد الحامدي) de son nom complet Mohamed Ben Mabrouk Hamdi (arabe : محمد بن مبروك الحامدي), né le 26 janvier 1971 à Hassi Amor, un village du gouvernorat de Médenine, est un homme politique tunisien.
Membre de l'assemblée constituante de 2011 à 2014, il est ministre de l'Éducation en 2020.

## Biographie
Il est titulaire d'une licence en philosophie de la faculté des lettres, des arts et des humanités de La Manouba (ar) et enseigne pendant plusieurs années au lycée 2-Mars de Médenine comme professeur de philosophie. Il devient actif au sein de l'Union générale tunisienne du travail en tant que secrétaire générale du syndicat régional de l'enseignement secondaire à Médenine puis en tant que membre du syndicat général de l'enseignement secondaire.
Il adhère en 2001 au Parti démocrate progressiste, avant d'être élu à son bureau politique en 2006, et accède en 2011, au lendemain de la révolution, au bureau exécutif du parti. Il est élu la même année comme tête de liste du Parti démocrate progressiste dans la circonscription de Médenine à l'élection du 23 octobre 2011 et devient président du bloc démocratique à l'assemblée constituante.
En avril 2012, Hamdi et neuf autres membres du Parti démocrate progressiste refusent la fusion de leur parti au sein d'Al Joumhouri et forment le Courant réformateur qui devient le 8 novembre 2012, après l'adhésion d'autres personnalités indépendantes, l'Alliance démocratique. Hamdi est nommé coordinateur général du nouveau parti puis secrétaire général.
Le 19 septembre 2014, il dépose sa candidature à l'élection présidentielle de 2014, avant de se retirer le 5 novembre ; il remporte finalement 0,17 % des voix.
Le 15 octobre 2017, l'Alliance démocratique fusionne dans le Courant démocrate et Mohamed Hamdi devient le vice-secrétaire général du parti ainsi que membre de son bureau politique.
Lors des élections législatives de 2019, il se présente comme tête de la liste du Courant démocrate à Médenine mais échoue. Le 19 février 2020, il est nommé ministre de l'Éducation dans le gouvernement d'Elyes Fakhfakh.
Le 20 décembre 2022, il annonce sa démission du Courant démocrate.

## Distinctions
- Chevalier de l'Ordre national du Mérite (Tunisie, 2020)[11]